# Sci nautico ai I Giochi del Mediterraneo sulla spiaggia
Le gare di sci nautico ai I Giochi del Mediterraneo sulla spiaggia si sono svolti dal 28 al 29 agosto 2015 a Pescara, in Italia.

## Podi

### Uomini
| Evento    | Oro              | Argento           | Bronzo                  |
| Slalom    | Thibaut Daillant | Davide Napolitano | Lorenzo D'Alberto       |
| Figure    | Thibaut Daillant | Pierre Ballon     | Nikolaos Plytas Iliadis |
| Wakeboard | Niccolò Caimi    | Yann Calvez       | Lucas Langlois          |

### Donne
| Evento    | Oro               | Argento          | Bronzo              |
| Slalom    | Clémentine Lucine | Beatrice Ianni   | Claire-Lise Welter  |
| Figure    | Clémentine Lucine | Marialuisa Pajna | Natalia Paschou     |
| Wakeboard | Giorgia Gregorio  | Sina Luxor       | Marie Vympranietova |

## Medagliere
| Pos.   | Paese   | Oro | Argento | Bronzo | Tot |
| ------ | ------- | --- | ------- | ------ | --- |
| 1      | Francia | 4   | 3       | 2      | 8   |
| 2      | Italia  | 2   | 2       | 1      | 6   |
| 3      | Egitto  | 0   | 1       | 0      | 1   |
| 4      | Grecia  | 0   | 0       | 3      | 3   |
| Totale | Totale  | 6   | 6       | 6      | 18  |